# İlhan Erşahin
İlhan Fredrik Erşahin (* 1965 in Stockholm) ist ein schwedisch-türkischer Fusionmusiker (Saxophon, auch Keyboards, Komposition) und Musikproduzent.

## Leben und Wirken
Erşahin wuchs als Kind eines türkischen Vaters und einer schwedischen Mutter in seiner Geburtsstadt auf und interessierte sich zunächst für Rockmusik, Reggae und Dub; mit 16 Jahren lernte er Saxophon. 1986 zog er in die USA, wo er zunächst kurz am Berklee College of Music studierte. Bald zog er nach New York City, wo er von Joe Lovano und John Purcell unterrichtet wurde. Bald spielte er mit Eddie Henderson, Wallace Roney, Kevin Hays, Ben Allison, Jeff Ballard und Cindy Blackman. Mit seiner eigenen Band spielte er sonntags mittags im Sweet Basil. 1997 erschien sein erstes Album Our Song mit Eddie Henderson, Doug Weiss, Jon Davis und Kenny Wollesen, gefolgt von Home mit Larry Grenadier und Wollesen.
Im Jahr 2000 veränderte Erşahin seine Ästhetik. Auf dem Album Virgo holte er den Hip-Hop-Poeten Saul Williams, den er mit dem  Schlagzeuger Brian Blade, Pianist Jon Davis, Bassist Larry Grenadier und dem Sample-Spieler Val Jeanty kombinierte. In der Band Wax Poetic arbeitete er zunächst mit Norah Jones als Sängerin. Weitere Musiker auf der ersten Platte dieser Band, die zunächst bei Atlantic Records veröffentlicht wurde, waren Arto Tunçboyacıyan, Marlon Browden, Eddie Henderson, Kurt Rosenwinkel und Guyora Kats.
2002 öffnete Erşahin seinen eigenen Club Nublu in der Avenue C. Neben Norah Jones sangen dort N'Dea Davenport, Saul Williams, Marla Turner und die türkische Sängerin Nil Karaibrahimgil mit seiner Band Wax Poetic, für das Album Harikalar Diyari (Wonderland) spielte auch der Klarinettist Hüsnü Şenlendirici. Dann gründete er mit Nublu Records ein eigenes Label. 2006 entstand ein Album seines Nublu Orchestra unter Leitung von Butch Morris, mit dem Erşahin auch in weiteren Projekten zusammenarbeitete. 2008 schrieb er die Filmmusik für eine Fernsehdokumentation über den Nobelpreisträger Orhan Pamuk. Zu seinen Istanbul Sessions lud er seit 2008 wiederholt europäische Jazzmusiker wie Erik Truffaz, Nils Petter Molvær oder Ibrahim Maalouf mit Musikern der Szene von Istanbul wie Turgut Alp Bekoğlu ins Studio, um mit ihnen „Kino für die Ohren“ zu schaffen.
2009 komponierte Erşahin den Soundtrack für die Sektion von Fatih Akin in dem Film New York, I Love You. Im selben Jahr trug er zum Trio I Led Three Lives mit Schlagzeuger Jochen Rückert und dem Bassisten Juni Booth bei. Für seine Produktion Ilhan Ersahins Afternoons in Rio (2011) versammelte er eine Gruppe von überwiegend lokalen Musikern aus Sao Paulo und Rio de Janeiro, darunter Lurdez da Luz und Rodrigo Brandao von Mamelo Sound System, Thalma de Freitas, Junio Barreto, China, Kassin, Fernando Catatau und Nina Becker. Mit seinen Istanbul Sessions gastierte er bei zahlreichen Festivals in der Türkei und quer durch die Welt, beispielsweise in Saint-Nazaire, Bremen, Athen, Rabat und Montreal. Sie traten auch auf in  New York, Istanbul, Paris, São Paulo, London und Skopje. Istanbul Sessions vereint mit Erşahin (Sax, Piano) Alp Ersönmez (Bass), Turgut Alp Bekoğlu (Drums) und İzzet Kızıl (Percussion). Weitere Produktionen im Stil von Ilhan Ersahins Afternoons in Rio entstanden. İlhan Erşahin's Istanbul Sessions veröffentlichte bis 2020 fünf Studioalben, zu denen sie auch andere Musiker einluden: Das Debütalbum mit dem französischen Trompeter Erik Truffaz als Gast erschien 2009, 2012 folgte Night Rider, das dritte Album 2015 war Istanbul Underground, gefolgt von Solar Plexus 2017. Dort war Dave Harrington (der mit Nicolas Jaar zusammen Darkside bildet) Co-Produzent. Gäste waren Arto Tunçboyacıyan, Nils-Petter Molvær, Mauro Refosco, Kenny Wollesen, Erik Truffaz und Brandon Lewis. Im November 2020 erschien das fünfte Studioalbum Bir Zamanlar Şimdi, gefolgt von Invite Your Eye (2022) und Your Head You Know (2023), beide mit Dave Harrington, Kenny Wollesen.

## Diskografie

### Alben (als Wax Poetic)
- 1998: Three
- 2000: Wax Poetic
- 2003: Nublu Sessions
- 2006: Copenhagen
- 2007: Istanbul
- 2007: Brasil
- 2012: On A Ride

### Songs (als Wax Poetic)
- 1998: Angels (mit Norah Jones)
- 2003: Tell Me (mit Norah Jones)
- 2012: Fall Away (mit Norah Jones)

### Alben (als İlhan Erşahin)
- 1996: She Said
- 1997: Home (mit Larry Grenadier & Kenny Wollesen)
- 1997: On The Bosphorus = Boğaz'da (mit Önder Focan, Doug Weiss, Jeff Williams & Valery Ponomarev)
- 2000: Virgo
- 2002: Harikalar Diyarı – Wonderland (mit Hüsnü Şenlendirici)
- 2002: Nublu Presents: The Temple Of Soul Sessions: Vol. 2 (mit Thor Madsen, Charles Stella & Daniel Wyatt)
- 2009: Istanbul Sessions (mit Erik Truffaz)
- 2011: Night Rider
- 2014: The Other Side
- 2015: Istanbul Sessions – Istanbul Underground
- 2015: Afternoon In Rio
- 2017: Praia Futuro
- 2018: Solar Plexus
- 2019: Silver
- 2020: Wonderland (EP) (mit Hüsnü Şenlendirici, Alp Ersönmez, Volkan Öktem & İzzet Kızıl)
- 2022: Invite Your Eye (mit Kenny Wollesen & Dave Harrington)

### Songs (als İlhan Erşahin)
- 2002: Girl (mit Nil Karaibrahimgil & Hüsnü Şenlendirici)
- 2002: Ennio (mit Hüsnü Şenlendirici)
- 2009: 6 Minutos (mit Otto)
- 2014: Canimsin Deme Bana (mit Seyyal Taner)
- 2014: Fathers & Daughters (mit Jane Birkin)
- 2014: Estreito Largo (mit Gilberto Gil)
- 2021: Pire (mit Oceanvs Orientalis)
- 2021: Mesta (mit Oceanvs Orientalis)
- 2022: Revenge of the Wankers (mit Oceanvs Orientalis)